# Rio Negro (Vestmânia)
Rio Negro (em sueco: Svartån;  ouça a pronúncia) é um rio da província da Västmanland, na Suécia. Nasce no norte da Västmanland, perto de Norberg, passa por Västerås e deságua no lago Mälaren, perto de Västerås. Tem extensão de 91 quilómetros. Alberga população de castores, que chega até Västerås.